# Узел 7₄
В теории узлов 74 — это название узла с 7 пересечениями, который можно изобразить в виде фигуры, обладающей высокой симметрией, в результате чего узел использовался в символизме и художественных орнаментах различных культур.

## Визуальные представления

Узел в кельтской форме
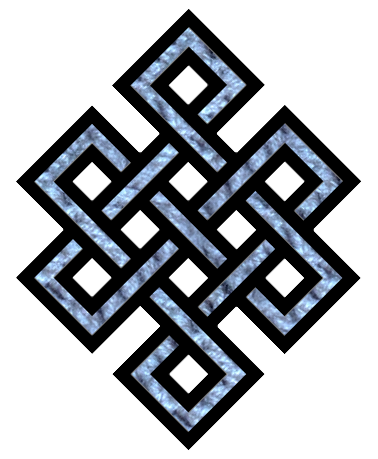
Одна из форм бесконечного узла в буддизме
Переплетённая уникурсальная гексаграмма

Рисунок в информационной рамке справа вверху показывает узел 74 в кельтской художественной форме. В этом виде узел был найден на вышивках народа Хауса .
Перекрёстная форма символа буддизма в виде простейшего бесконечного узла топологически эквивалентна узлу 74 (хотя визуально символ имеет девять пересечений), так же, как и переплетённая версия уникурсальной гексаграммы в оккультизме (однако символ бесконечного узла имеет более сложные формы, не эквивалентные 74, и обе фигуры, бесконечный узел и уникурсальная гексаграмма могут появляться в форме без перекрещивания, вообще, в этом случае, не являясь узлом).